# مقاطعة هاملتون (أوهايو)
مقاطعة هاملتون (بالإنجليزية: Hamilton County)‏ هي إحدى مقاطعات ولاية أوهايو في الولايات المتحدة الأمريكية.

## أعلام
- شارون إل. كينيدي
- جوزيف ماسون
- رون وودز
- دانيال فون بارغن
- آرثر إرنست مورغان